# Рыжков, Владимир Александрович
Влади́мир Алекса́ндрович Рыжко́в (род. 3 сентября 1966, Рубцовск, Алтайский край) — российский общественный, политический и государственный деятель. Член Общественной палаты города Москвы (с 2019 года). 
Член Президиума Совета по внешней и оборонной политике, член клуба «Валдай» с момента его основания в 2004 году, инициатор экономического форума «Западная Сибирь: регион, экономика, инвестиции» («Сибирский Давос»).
Первый заместитель председателя (1997—1999) и депутат четырёх созывов (1993—2007) Государственной думы России, заместитель главы администрации Алтайского края (1991—1993), депутат Московской городской думы VII созыва (2021—2024).
В 2006—2014 годах — сопредседатель политической партии «Республиканская партия России — Партия народной свободы», председатель общественного движения «Выбор России». Член Комитета 2008, один из участников «Маршей несогласных», ведущий почти всех многотысячных митингов «За честные выборы!» 2011—2013 годов в Москве. Соавтор докладов «Путин. Коррупция» и «Коммунальные тарифы. Путин и „Газпром“».
Политолог и радиоведущий, историк, педагог.
Кандидат исторических наук, профессор Высшей школы экономики. Автор книг «Четвёртая республика», «Дарованная демократия» и «Осторожно, история», автор статей в «Новой газете» и «The Moscow Times», соведущий программ «Перехват» и «Цена победы» на радио «Эхо Москвы».

## Биография
Родился 3 сентября 1966 года в городе Рубцовске Алтайского края.

### Образование
В 1983 году окончил школу № 42 в Барнауле и поступил в Алтайский государственный университет на исторический факультет. После второго курса был без отсрочки призван в Советскую армию (старший сержант запаса), награждён медалью «За отличие в воинской службе». По окончании университета в 1990 году был приглашён работать на кафедру всеобщей истории исторического факультета.
В 2000 году в Северо-Западной академии государственной службы защитил диссертацию на соискание учёной степени кандидата исторических наук по теме «История становления политической системы России в 1990-е годы» (Специальность 07.00.00 «Исторические науки и археология»).

### Начало политической карьеры
В политике с 1987 года. В студенческие годы вел активную комсомольскую и общественную деятельность. В 1989 году стал одним из основоположников перестроечного движения на Алтае. Писал статьи в первую независимую алтайскую газету «Свободный курс», устраивал митинги, проводил дискуссии, выступал на телевидении. В разное время входил в руководство региональных организаций «Политцентр», «Общество содействия перестройке»; в 1990—1991 годах — заместитель председателя Алтайского краевого отделения движения «Демократическая Россия».
В 1991 году был назначен секретарём краевого комитета комсомола Алтайского края в ранге заместителя главы администрации края. На этой должности отвечал за кадровую политику, взаимодействие с органами местного самоуправления, курировал работу ряда социальных комитетов, взаимодействие с политическими организациями и СМИ.
Во время путча 1991 года в Москве уже 19 августа, когда ещё не был ясен исход событий, провёл собрание в университете и организовал митинг против ГКЧП. 20 августа 1991 года в Барнауле вышло 10 тысяч человек в поддержку Ельцина и против ГКЧП. Рыжков был одним из заявителей этого митинга и одним из переговорщиков с горсоветом. 19 августа состоялось совместное заседание координационного совета ДемРоссии и других демократических сил края, на котором, как было показано в эфире ТВ «Сибирь», выступил Рыжков: «Общеполитическая оценка этого события, я думаю, ясна: произошёл фашистский переворот, причём это красный фашизм, коммунистический фашизм». 23 августа 1991 года, как было также показано в эфире ТВ «Сибирь», Рыжков прибыл на пресс-конференцию первого секретаря крайкома КП РСФСР Виталия Сафронова и сделал заявление для прессы. Он напомнил, что «Демократическая Россия» ни на секунду не сомневалась, что это был государственный переворот и они уже в 12 часов 19 августа сделали соответствующее заявление. Рыжков заявил, что когда крайком во время государственного переворота отправляет телеграмму с призывом поддержать ГКЧП и комментарием сохранять спокойствие, этот призыв сохранять спокойствие является поддержкой государственного переворота. В конце выступления он охарактеризовал позицию крайкома как преступную, заявил о необходимости постановки вопроса о персональной ответственности партийных функционеров, национализации принадлежащих партии органов информации и национализации собственности коммунистической партии на территории Алтайского края, которое использовалось для поддержки режима ГКЧП.

### Работа в Госдуме

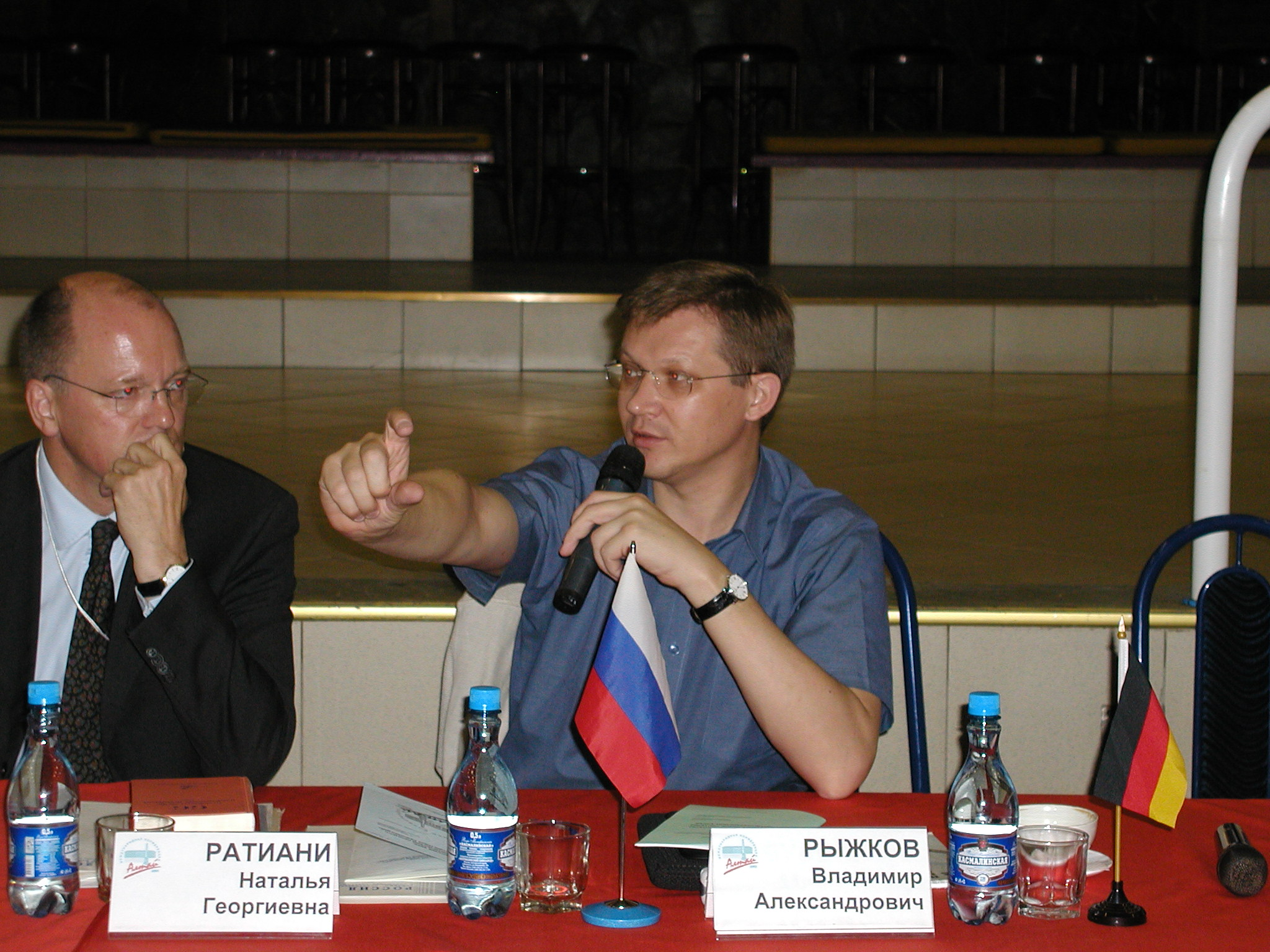
На конференции «Алтай 2005»

В декабре 1993 года был избран депутатом Государственной думы РФ I созыва по списку избирательного объединения «Выбор России», вошёл в одноимённую фракцию. В марте 1994 года член инициативной группы по созданию партии Демократический выбор России (ДВР), стал членом исполкома партии. Работал заместителем председателя Комитета по делам Федерации и региональной политике. Весной 1995 года покинул фракцию (вступил в депутатскую группу «Россия») и партию, войдя сначала в оргкомитет, а затем в Совет движения «Наш дом — Россия» (НДР), стал также заместителем председателя Исполкома движения.
В декабре 1995 года был избран депутатом Государственной думы РФ II созыва по списку НДР. С января 1996 года по сентябрь 1997 года — заместитель председателя парламентской фракции «Наш дом — Россия». В 1997 году избран первым заместителем (первым вице-спикером) председателя Государственной думы РФ, стал самым молодым вице-спикером в её истории. Был заместителем руководителя исполкома Политсовета «Наш дом — Россия».
16 сентября 1998 года по предложению нового председателя правительства РФ Е. Примакова президент РФ Б. Ельцин подписал указ о назначении В. Рыжкова заместителем председателя правительства РФ по социальным вопросам. Однако через несколько дней В. Рыжков отказался занять эту должность, заявив: «В ситуации тяжелейшего социального коллапса такое согласие с моей стороны, со стороны человека, который конкретно этой областью не занимался, было бы все-таки, мне кажется, авантюрой».
19 января 1999 года возглавил парламентскую фракцию «Наш дом — Россия», сменив на посту председателя фракции Александра Шохина, оставившего этот пост в декабре минувшего года. По свидетельствам журналистов, сам Рыжков не выражал радости от назначения, в чём он позже лично признался.
19 декабря 1999 года был избран депутатом Государственной думы РФ III созыва по Барнаульскому избирательному округу № 34 (баллотировался как кандидат от НДР).
Несмотря на то, что «Наш дом — Россия» не смогла избраться в Госдуму, её лидер В. С. Черномырдин избрался по одномандатному округу. Вместе с Черномырдиным Рыжков вошёл во фракцию «Единство». «Наш дом — Россия» вскоре слилась с «Единством», однако Рыжков не только не стал вступать в партию «Единство», но и не поддержал ни один из предложенных президентом Путиным законопроектов вопреки решению об обязательном солидарном голосовании. 4 июля 2000 года исключён из состава фракции в связи с его несогласием с позицией фракции по ряду президентских законопроектов. Речь шла, в первую очередь, о законопроектах «Об общих принципах организации местного самоуправления в России» и «О порядке формирования Совета Федерации». Эти законы подразумевали отказ от выборности членов Совфеда, потерю местными органами власти большей части полномочий и финансов, а в целом — резкое усиление централизации власти.
Член комитета Государственной думы по делам Федерации и региональной политике, член трёхсторонней комиссии (Правительство — Совет Федерации — Государственная дума) по бюджетной политике.
С апреля 2000 года, одним из самых первых, перешёл в оппозицию к Путину: «С самого начала, если вы помните начало 2000 года, Путин взял курс на автократию. Вспомните его первое решение, если вы забыли — арест Гусинского. Помните, да? Захват Первого канала. То есть самые первые решения. Создание 7 федеральных округов, разгон Совета Федерации, где заседали губернаторы. То есть уже первые его 4-5 принципиальных решений для меня показали, куда ведёт Путин. <…> Я — историк, я всё это знаю хорошо, я сразу увидел, куда идут дела».
По поводу НДР Рыжков говорит, что был в партии власти, но это была другая страна: «Если вы сравните ельцинскую Россию и путинскую Россию, вы же не будете отрицать, что это две разные страны. И „Наш дом — Россия“ в Думе вместе с „Яблоком“ всегда голосовал. Если вы вспомните и возьмёте голосования, мы всегда голосовали с „Яблоком“ против коммунистов и Жириновского. И мы были демократическая фракция. И это вам подтвердит любой Орешкин и Сатаров, что НДР — это была демократическая фракция. <…> Тогда мы строили демократию, а теперь её уничтожили».
7 декабря 2003 года был избран депутатом Государственной думы РФ IV созыва. В Барнаульском избирательном округе за него проголосовало 35,1 % избирателей, пришедших на выборы. Независимый депутат Государственной думы (до 2007 года), руководитель неофициальной депутатской группы «Объединённые демократы».

### Республиканская партия России
С 2000 по 2005 год был независимым депутатом вне партий. В 2005 году он с Валерием Зубовым, Михаилом Задорновым и Владимиром Лысенко решил возрождать Республиканскую партию.
В 2005 году вошёл в состав Политсовета Республиканской партии России.
В ноябре 2005 года возглавил общественное движение «Выбор России».
С 2006 года — сопредседатель РПР.
С ноября 2006 года — член Политического совещания коалиции «Другая Россия». 16 декабря 2006 года участвовал в «Марше несогласных» в Москве.
В 2006 году находился на Марше несогласных на Пушкинской площади.
В 2007 году вышел из «Другой России» и отказался от участия 7-8 июля 2007 года в её II конференции. Сам Рыжков говорит, что не был в «Другой России».
23 марта 2007 года Верховный суд ликвидировал Республиканскую партию России, удовлетворив иск Федеральной регистрационной службы (ФРС). Суд согласился с позицией ФРС, что численность партии, а также количество её региональных отделений не соответствуют российскому законодательству. Рыжков не признал законности этого решения, пообещав оспаривать его во всех инстанциях вплоть до Европейского суда по правам человека (ЕСПЧ) в Страсбурге.

### После окончания срока депутатства
К парламентским выборам 2007 года одномандатные округа были отменены, и Рыжков не мог избраться в своём Барнаульском округе. Республиканская партия, от которой мог бы пойти Рыжков, была ликвидирована ранее в том же году.
В феврале 2008 года началось обсуждение возможного объединения демократических сил в новую коалицию. Переговоры «СПС», «Яблока», Российского народно-демократического союза и Республиканской партии продолжились при посредничестве Людмилы Алексеевой. 20 августа 2008 года Рыжков вместе с лидером СПС Никитой Белых, главой Народно-демократического союза Михаилом Касьяновым подписал совместное заявление о координировании действий в «проведении совместных акций и участии в выборах всех уровней».
В середине сентября 2008 года проходили интенсивные переговоры об создании на базе «Союза правых сил» объединённой оппозиционной партии, в которою должны были войти Республиканская партия Владимира Рыжкова, Объединённый гражданский фронт (ОГФ) Гарри Каспарова, Народно-демократический союз Михаила Касьянова и другие организации оппозиционного движения. Объединение на базе СПС предлагал лидер партии Никита Белых. Одним из вариантов было вступление всех лидеров в СПС, чтобы иметь возможность участвовать в выборах и впоследствии сменить название партии. Лидер СПС Никита Белых заявлял, что возможность создания объединённой партии на базе СПС сейчас «велика как никогда». Однако ОГФ не собирался входить в единую демократическую партию.
Политолог Станислав Белковский тогда считал, что создание партии имело смысл, если она бы участвовала в выборах, а это было возможно только на базе СПС: «Но если Чубайс по собственной инициативе или по инициативе Кремля скажет „нет“, этот проект рухнет». Меньше чем через полмесяца, уже в конце сентября Никита Белых ушёл с поста лидера СПС и вышел из партии. До конца года СПС под руководством Леонида Гозмана объявил о самороспуске и вошёл в кремлёвский партийный проект «Правое дело». Сильнейший раскол в СПС привёл к формированию в декабре 2008 года радикально оппозиционного движения «Солидарность», которое объединилось на базе отказа от любого сотрудничества с властями и  отказа от собственной регистрации как юридического лица. Тем не менее в 2010 году Республиканская партия Рыжкова встретилась с активистами "Солидарности" (представлял движение Борис Немцов) в новой объединительной коалиции — Партии народной свободы «За Россию без произвола и коррупции», которая была настроена более оптимистично и всё же подала заявку в Министерство юстиции.
В марте 2009 года планировалось, что Рыжков вместе с Михаилом Горбачёвым и Александром Лебедевым войдут в руководство Независимой демократической партии России, документы на регистрацию которой планировалось подать в конце июля — начале августа 2009 года. Однако учредительный съезд этой партии так и не был созван.

### Основание коалиции «За Россию без произвола и коррупции»

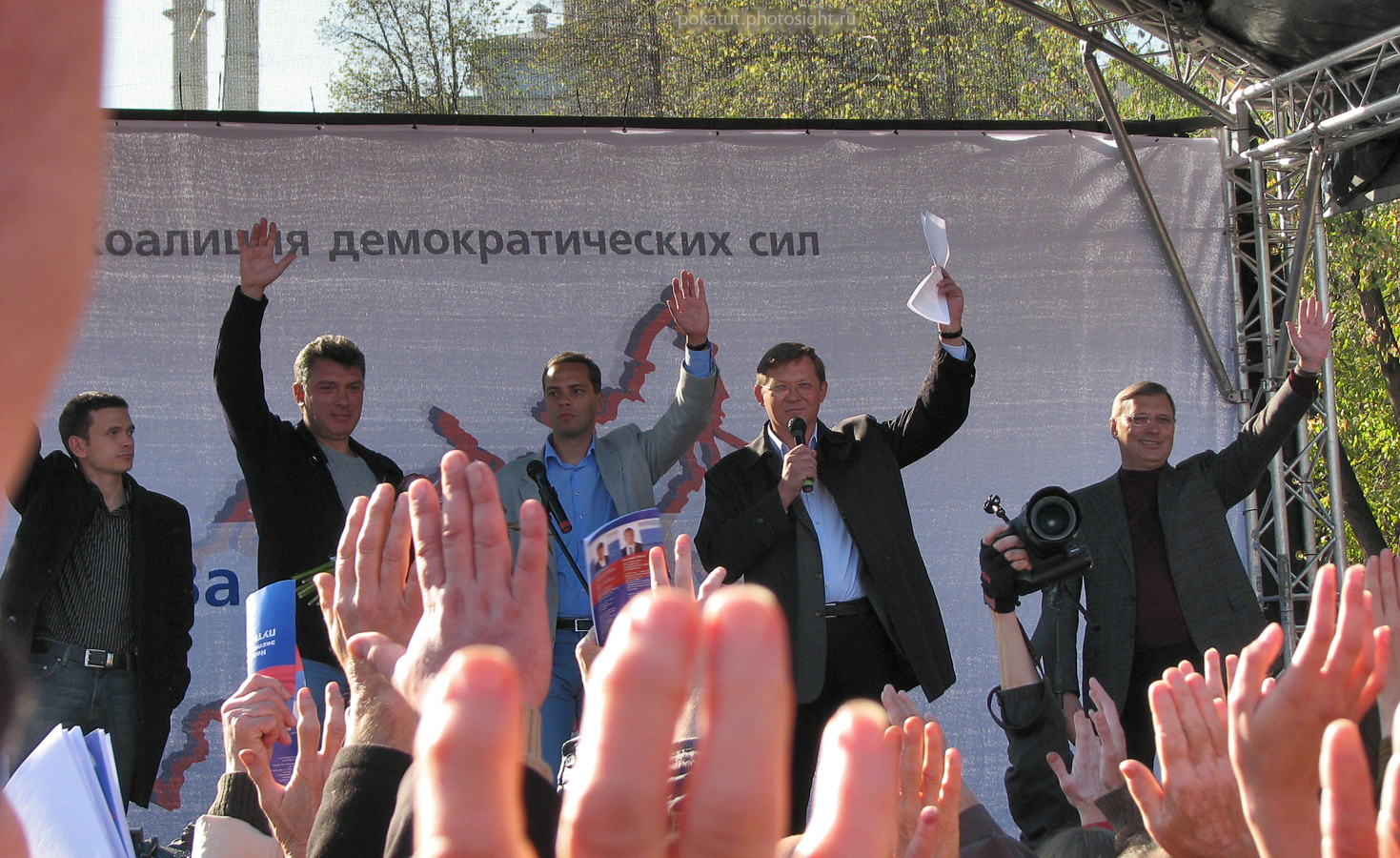
Первый митинг коалиции оппозиционных сил «За Россию без произвола и коррупции», Болотная площадь, 2010 год.

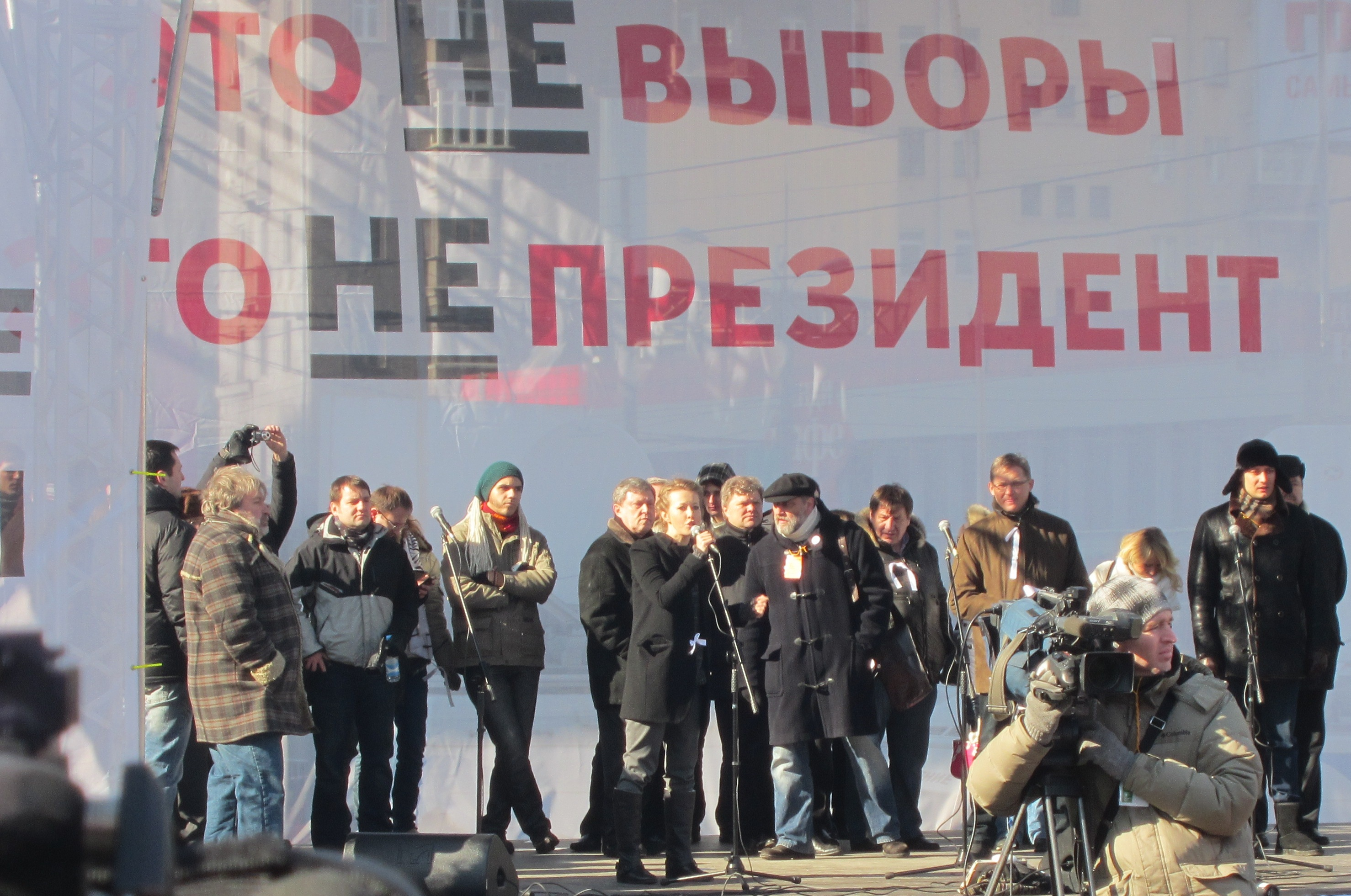
Через неделю после президентских выборов 2012 года Рыжков снова был ведущим протестного митинга.

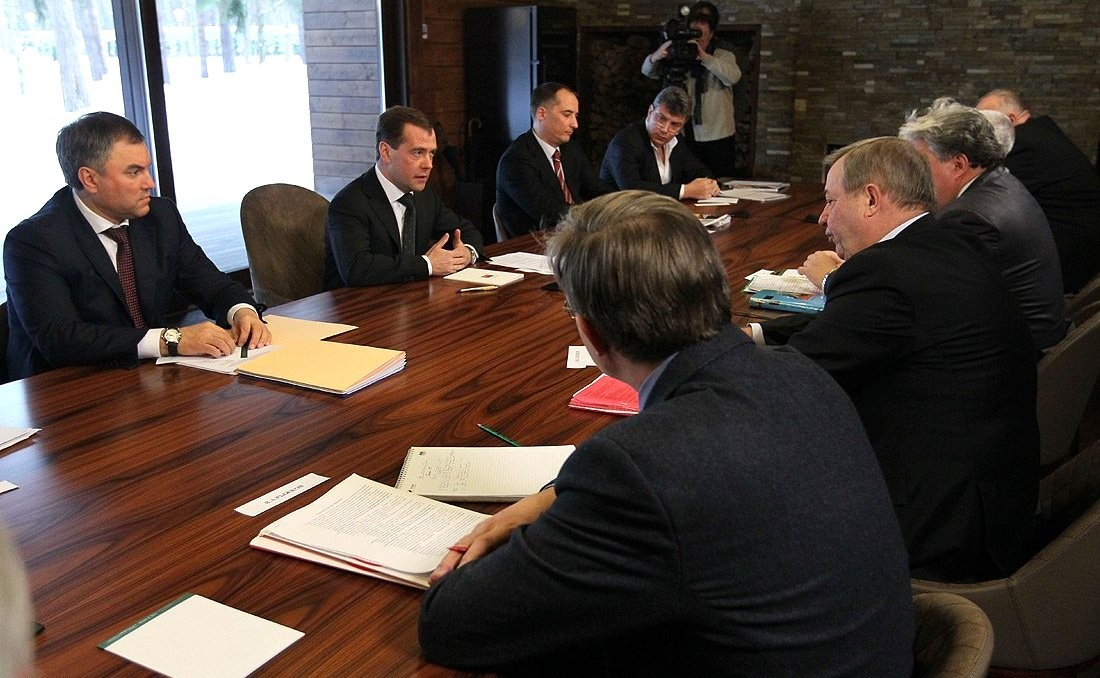
Сопредседатели ПАРНАСа Владимир Рыжков и Борис Немцов в резиденции «Горки-9» на встрече с Дмитрием Медведевым и Вячеславом Володиным

В сентябре 2010 года Владимир Рыжков вместе с Борисом Немцовым, Михаилом Касьяновым и Владимиром Миловым возглавил коалицию «За Россию без произвола и коррупции», которая в декабре того же года была преобразована в Партию народной свободы «За Россию без произвола и коррупции». В июне 2011 года Минюст отказал партии в регистрации.
В сентябре 2010 года вошёл также в оргкомитет движения «Россия, Вперед!» (лидер — Геннадий Гудков), избран в политсовет движения.
Владимир Рыжков — один из составителей доклада «Путин. Коррупция», изданного Партией народной свободы весной 2011 года.
Во время предвыборной кампании в Госдуму 2011 года Рыжков вместе с Касьяновым и Немцовым выступил за тактику «Голосуй против всех!» («наХ-наХ»), заявляя, что не стоит поддерживать лозунг Навального «за любую партию, кроме партии жуликов и воров» по причине того, что это — подконтрольные Кремлю партии. Впоследствии, в 2012—2013 годах «Единая Россия» и все три другие парламентские партии практически единогласно голосовали по всем репрессивным законам.

### Иск к Путину
В декабре 2010 года премьер-министр России Владимир Путин во время пресс-конференции так ответил на вопрос, чего на самом деле хотят Борис Немцов, Владимир Рыжков и Владимир Милов:
Денег и власти, чего они ещё хотят?! В своё время они поураганили, в 90-х годах, утащили вместе с Березовскими и теми, кто сейчас находится в местах лишения свободы, о которых мы сегодня вспоминали, немало миллиардов. Их от кормушки оттащили, они поиздержались, хочется вернуться и пополнить свои карманы. Но я думаю, что если мы позволим им это сделать, они отдельными миллиардами уже не ограничатся, они всю Россию распродадут.
В январе 2011 года Борис Немцов, Владимир Рыжков и Владимир Милов подали иск о несоответствии приведённой информации действительности. Но суд отклонил иск Немцова, Милова и Рыжкова о защите чести, достоинства и деловой репутации, приняв аргументы защиты о том, что Путин высказал своё субъективное оценочное суждение, которое не было индивидуализировано, а также о том, что премьер-министр говорил не конкретно об истцах, а о группе лиц.
Истцы назвали решение суда предсказуемым, но заявили, что будут его обжаловать как в Мосгорсуде, так и в Европейском суде по правам человека.

### Дело Республиканской партии России
Своё решение бороться до конца за восстановление РПР Рыжков объяснил тем, что «в опросах, когда людей спрашивают „В чём бы вы лично приняли участие?“, на первом месте люди говорят: „Мы хотим голосовать“. То есть 60 % считают, что самым важным для них действием является голосование. А значит, им надо дать предложение, то есть надо дать партию, за которую они смогут голосовать.»
После нескольких лет судебных разбирательств, в 2011 году ЕСПЧ признал незаконным лишение РПР регистрации, Рыжков потребовал от Верховного суда отменить прошлое решение, что было удовлетворено, и с 5 мая 2012 года Минюст РФ вернул партии прежнюю госрегистрацию.
Это был первый случай восстановления регистрации политической партии по суду в новейшей истории России.
Через два дня после объявления о восстановлении регистрации, 12 мая Политсовет РПР принял все решения, которые бы позволили запустить партийный механизм, и принял решение о создании отделений в остальных 26 субъектах Федерации (на момент закрытия партии у неё было 57 региональных отделений). 12 мая политсовет подтвердил эти региональные отделения. Владимир Рыжков заявил, что они «намерены добиться от Минюста, чтобы нам вернули регистрацию тех региональных отделений, которые были закрыты вместе с партией». Было принято решение участвовать в выборах в 5 регионах. Рыжков был избран председателем политсовета РПР, чтобы он мог без доверенности представлять партию в регионах и в Москве.
Затем члены-активисты Партии Народной свободы (ПАРНАС) вступили в Республиканскую партию, и 16 июня 15-й съезд объединённой оппозиционной партии переименовал РПР в «РПР-ПАРНАС». 2 августа 2012 года Минюст выдал свидетельство с новым названием, и новые устав и программа партии официально вступили в силу.

### Митинги «За честные выборы»
Рыжков был ведущим почти всех многотысячных митингов «За честные выборы!» 2011—2012 годов в Москве.

### Объединённая партия РПР-ПАРНАС
16 июня 2012 года в Москве в гостинице «Измайлово» прошёл 15-й восстановительный и объединительный съезд «Республиканской партии России — Партии народной свободы». В работе съезда приняли участие 157 делегатов из 65 регионов. Согласно повестке дня съезда были заслушаны доклады об общественно-политической ситуации в стране и задачах партии, были приняты новый устав и программа партии, политическая декларация, а также выбраны руководящие и контрольные органы. Сопредседателями партии были избраны Михаил Касьянов, Борис Немцов и Владимир Рыжков. Гости съезда — научный руководитель Высшей школы экономики Евгений Ясин, правозащитница Людмила Алексеева, актриса Наталья Фатеева, Евгений Гонтмахер и другие — поздравили с объединением и созданием новой мощной демократической силы и пожелали успехов организации. Среди гостей был также и экс-сопредседатель «Правого дела» Леонид Гозман.
Открывая съезд, Владимир Рыжков обозначил три главных принципа Республиканской партии. «Партия всегда была последовательно демократической и либеральной. У партии с 22-летней историей безупречная политическая репутация. И третий принцип — РПР всегда была партией объединявшей и объединяющей. Эти три ценности мы должны воспринять».
В начале июня 2012 года Михаил Прохоров, лидер партии «Гражданская платформа», заявлял, что хотел бы видеть в своей партии сопредседателя объединённой партии РПР-ПАРНАС Владимира Рыжкова. 14 октября на выборах в Саратовскую областную думу сторонники «Яблока» и «Гражданской платформы» шли единым списком от РПР-ПАРНАС, а Рыжков возглавлял список. За несколько дней до съезда «Гражданской платформы» Прохоров сообщил Рыжкову, что хотел бы создать надпартийный совет, состоящий как из членов его партии, так и беспартийных людей и членов других партий. Рыжков дал согласие в личном качестве войти в этот совет ради координации на выборах и выстраивания совместных дел. 27 октября 2012 года на съезде партии Гражданская платформа об этом было объявлено. На съезде Рыжков не присутствовал, а сообщения в прессе о том, что он будет вступать в партию Прохорова, назвал «полной чушью». В ноябре Рыжков вышел из гражданского комитета «Гражданской платформы» по той причине, что до съезда своей партии Михаил Прохоров приглашал его войти в «надпартийную структуру», а по уставу партии это оказалось высшим руководящим органом. Тогда Рыжков ничего криминального не увидел, потому что он «сторонник координации и взаимодействия».
Рыжков говорил, что «неправильно было выбирать Координационный совет оппозиции, считая, что Координационный совет сузил протест, потому что он свёл организацию протеста только к тем, кто согласились участвовать по разным причинам в этих выборах. А кто не хотели по разным причинам участвовать, они теперь не участвуют и в организации акций». Впоследствии первая акция КСО не получилась, а затем члены КСО так и не смогли эффективно работать внутри совета по организации митингов. В результате была создана отдельная организация — «Комитет протестных действий». Рыжков напоминал: «Почему я не принял участие в Координационным Совете оппозиции? Я сказал: „Ребята, вы сужаете протест, вы его раскалываете, вы пытаетесь скрестить ужа и трепетную лань — нацистов с либералами, и вся эта ваша история развалится, и только дискредитирует и развалит оппозицию“. Так оно и вышло! У нас в декабре 2011 года был оргкомитет протестных акций, где были все — от Димы Быкова и Бориса Акунина до Владимира Рыжкова и Бориса Немцова, у нас на сцене стояли и Алексей Кудрин, и Михаил Прохоров, и Ксения Собчак, и коммунисты, и эсеры. Вот это была мощь. Если бы сейчас не развалились с помощью Координационного Совета оппозиции и вот этих безумных поисков единого безальтернативного лидера, которым вы занимались последние полтора года, мы бы сегодня могли сохранить эту широкую коалицию и требовать досрочных выборов».
8 февраля 2014 года Рыжков покинул партию РПР-ПАРНАС.

### Дальнейшая деятельность
На выборах в Государственную думу 2016 года баллотировался в составе федеральной части списка партии «Яблоко» и по одномандатному округу в родном Алтайском крае. В федеральной части партийного списка партии «Яблоко», занял третий номер (первое место занял глава политкомитета партии Григорий Явлинский, второе — председатель Эмилия Слабунова). По итогам выборов в Алтае занял 5-е место.
На президентских выборах 2018 года был доверенным лицом Григория Явлинского и являлся сопредседателем предвыборного штаба.
На выборах в Мосгордуму 2019 года Рыжков входил в рабочую группу Мосгоризбиркома по рассмотрению жалоб от кандидатов в депутаты. По предложению главреда «Эха Москвы» Алексея Венедиктова и по распоряжению Мэра Москвы от 30.09.2019 утвержден членом Общественной палаты города Москвы.
23 января 2020 года вместе с Евгением Гонтмахером, Леонидом Никитинским и Григорием Явлинским стал соучредителем Общественного Конституционного совета — объединения граждан, поставивших своей целью не допустить принятия поправок в Конституцию Российской Федерации без широкого обсуждения и учета мнения всех заинтересованных сторон. 5 февраля подписал декларацию Общественного конституционного совета, опубликованную в «Новой газете».
В 2021 году — кандидат в депутаты Мосгордумы от партии «Яблоко» на довыборах по Избирательному округу № 37. Победил представительницу КПРФ Дарью Багину, поддержанную Умным голосованием (Рыжков не был поддержан им, так как считался согласованным с властями кандидатом не от «Единой России» по аналогии с Рифатом Шайхутдиновым) за счёт голосов от электронного голосования (на избирательных участках уступил ей). Всего кандидаты «Умного голосования» до подсчёта поданных в электронном виде голосов лидировали в восьми из 15 избирательных округов Москвы, но по итогам ДЭГ все они проиграли кандидатам от власти. Из-за аномальных результатов электронного голосования родился термин «казус Рыжкова»: когда через электронное голосование в пятницу и субботу шли накрутки в пользу Руззаковой, а более масштабные воскресные вбросы голосов шли исключительно в пользу «независимого» Рыжкова (являвшегося активным сторонником процедуры электронного голосования, объясняя свою победу активной агитацией участвовать в этой процедуре).
В июне 2022 года было сообщено, что Рыжков покинул Россию и предположительно находится в Германии. 25 декабря 2023 года Владимир Рыжков подал заявление о досрочном прекращении полномочий депутата Московской городской Думы в связи с «изменением семейных, личных и рабочих обстоятельств», которое было удовлетворено 31 января 2024 года.

## Научная и общественная деятельность
В 2000 году стал кандидатом исторических наук, защитив диссертацию в Санкт-Петербурге. Автор книг «Четвёртая республика (Очерк политической истории современной России)» (М., 2000), «Дарованная демократия (Избранные статьи по политике, экономике, истории, международным отношениям)» (М., 2006).
Является членом попечительского совета «Федерации Интернет-образования» и Государственной Третьяковской галереи. С 1999 года является постоянным участником Всемирного экономического форума в Давосе. Инициатор проведения научных экономических конференций в Белокурихе («Сибирский Давос») и политологических в Барнауле и Республике Алтай. Является координатором общественного комитета «Россия в объединённой Европе», членом президиума Совета по внешней и обороной политике (СВОП).
С 2002 по 2003 год являлся ведущим исторической программы «Власть факта» на телеканале «Культура».
Автор статей в газетах «Ведомости», «Независимая газета», «Российская газета», «Время новостей», «Московские новости», ряде зарубежных изданий.
В разное время — профессор Высшей школы экономики (Москва), политический обозреватель «Новой газеты», автор и ведущий аналитических программ на радиостанции «Эхо Москвы» («Перехват», «Цена победы»; ранее также «Дым Отечества», «Осторожно, история» и «Мифы о России»), председатель общественного движения «Выбор России». Профессиональные интересы: история, политология, государственное строительство, взаимоотношения ветвей власти, вопросы федерализма, региональной политики, местного самоуправления, внешняя политика. Координатор международного общественного комитета «Россия в глобальной политике». Статьи по вопросам истории, законодательства, политологии и международных отношений («Известия», «Ведомости», «The Moscow Times», «Новая газета»).

## Семья
Мать Галина Яковлевна была управленцем (последняя должность — заместитель начальника управления культуры Алтайского края), отец — рабочим.
Женат, есть дочь Наталья.

## Награды
- Медаль «Защитнику свободной России» (6 мая 1993) — за исполнение гражданского долга при защите демократии и конституционного строя 19-21 августа 1991 года, большой вклад в проведение в жизнь демократических преобразований, укрепление дружбы и сотрудничества между народами[58].
- Медаль «За отличие в воинской службе» II степени.
- Благодарность Президента Российской Федерации (9 июля 1996) — за активное участие в организации и проведении выборной кампании Президента Российской Федерации в 1996 году[59].

## Книги
- «Четвёртая республика», 2000
- «Дарованная демократия», 2006
- Дымарский В., Рыжков В. Осторожно, история! Мифы и легенды нашей страны. — М.: АСТ, 2011. — 349, [3] с. — (Чёрные страницы истории). — ISBN 978-5-17-075051-1
- «Цена победы», 2015
- «Дым Отечества», 2015
- «Сияющий Алтай», 2017[60]
- Дымарский В., Рыжков В. Вторая мировая как битва народов. Страны войны. — М.: Эксмо, 2021. — 381, [1] с. — (Книжная серия — Дилетант) — ISBN 978-5-04-103559-4

### Ответственный редактор
- Либерализм в XXI веке. Современные вызовы свободе и новые либеральные ответы / Фонд Фридриха Надуманна; Экспертная группа «Европейский диалог»; Фонд «Либеральная миссия»; ответственный редактор: В. А. Рыжков. — М.: Мысль, 2019. — 371 с. ISBN 978-5-244-01216-3.

## Интервью
- Владимир Рыжков и Лев Шлосберг: «Отечество в опасности» / Люди мира // ГражданинЪ TV. 6 сентября 2022.